# Río de la Pasión
Il Río de la Pasión è un fiume del nord del Guatemala.
Nel bacino del fiume si trovano numerosi siti archeologici maya, tra i quali vanno ricordati Dos Pilas, Tamarindito, Aguateca, Ceibal, Cancuén e Machaquilá.